# Cagny (Somme)
 Cagny  es una población y comuna francesa, en la región de Picardía, departamento de Somme, en el distrito de Amiens y cantón de Amiens-5.

## Demografía
| 712 | 730 | 801 | 1026 | 1407 | 1400 |
| Para los censos de 1962 a 1999 la población legal corresponde a la población sin duplicidades (Fuente: INSEE [Consultar]) |     |     |      |      |      |